# Капелета (Венеција)
Капелета (итал. Cappelletta) је насеље у Италији у округу Венеција, региону Венето.
Према процени из 2011. у насељу је живело 709 становника. Насеље се налази на надморској висини од 15 м.